# Жан-Блейз Кололо
Жан-Блейз Кололо (1952 — 28 квітня 1999) — був конголезьким політиком і дипломатом, який працював в уряді Республіки Конго міністром закордонних справ та співробітництва з 1991 по 1992 рік в складі перехідного уряду Республіки Конго при Прем'єр-міністрі Андре Милонго.

## Життєпис
Кололо, професор політології, був членом конголезького руху за демократію та інтегральний розвиток (MCDDI) під керівництвом Бернарда Колаласа на початку 1990-х, він брав участь у Національній конференції в лютому-червні 1991 року. На Національній конференції він був включений до комітету з розробки внутрішніх регламентів. Наприкінці конференції він був призначений до перехідного уряду прем'єр-міністра Андре Мілонго міністром закордонних справ та співробітництва.
Кололо залишався членом MCDDI до розколу з ним у 1994 році, щоб утворити нову партію, Конголезький альянс за єдність і свободу людей (ACULP). Потім він був призначений Верховним комісаром з прав людини президентом Паскалем Ліссубою. У розпалі громадянської війни у червні — жовтні 1997 р. він закликав Францію не визнавати жодних «політичних лідерів з озброєними ополченнями» наприкінці липня 1997 року.
Під час грудневого заколоту 1998 року в Браззавілі Кололо втік із мікрорайону Баконго, переховувався три місяці перед тим, як прибути через річку Конго в Кіншасі; до цього моменту він був «у стані повного виснаження» і був госпіталізований в Кіншасу. Емісар президента Дені Сассу-Нгессо запропонував заплатити за евакуацію Кололо до Європи за невідкладне медичне лікування, але бельгійська авіакомпанія Sabena відмовилася прийняти його пасажиром 27 квітня 1999 року, побоюючись того, що він помре під час польоту. Тоді Кололо помер від амебної дизентерії в Кіншасі на наступний день, 28 квітня.